# Galantamina
La galantamina (negli Stati Uniti: Nivalin, Razadyne, Razadyne ER, Reminyl) è un farmaco utilizzato per la terapia delle forme di malattia di Alzheimer leggere o moderate, e di altri disturbi della memoria, particolarmente quelli di origine vascolare.
Si tratta di un alcaloide che può essere ottenuto sinteticamente, oppure dai bulbi o dai fiori della cosiddetta "goccia di neve del Caucaso" (Galanthus woronowii, famiglia Amaryllidaceae)
Altri generi correlati, come il Narcissus (daffodil), Leucojum (fiocco di neve) e il Lycoris, includendo la Lycoris radiata (giglio del ragno rosso).
L'investigazione da parte della medicina moderna iniziò nell'Unione Sovietica negli anni cinquanta. L'ingrediente attivo venne estratto, identificato e studiato, in particolare in relazione alle sue proprietà di inibitore della acetilcolinesterasi (AChE). La maggior parte di questo lavoro di ricerca venne portato avanti dai farmacologi Mashkovsky e Kruglikova-Lvova, che cominciarono a studiare queste sostanze nel 1951. Una pubblicazione di Mashkovsky e Kruglikova-Lvova è stato il primo lavoro che dimostrava le capacità della galantamina come AChE-inibitore.
Il primo processo industriale venne sviluppato in Bulgaria dal prof. Paskov nel 1959 (Sopharma, Nivalin, Bulgaria) da una specie di pianta adoperata tradizionalmente come rimedio popolare nell'Europa orientale e dunque l'idea per lo sviluppo di una medicina da queste specie sembra basati sull'uso locale (un esempio di scoperta di farmaco dovuto all'etnobotanica).
La galantamina è stata usata per decenni in Europa orientale e nell'Unione Sovietica per varie indicazioni, come per il trattamento della miastenia gravis, nelle miopatie, e nelle disfunzioni sensoriali e motorie associate a disordini del sistema nervoso centrale. I suoi utilizzi includono il trattamento dei sintomi della poliomielite, ed in seguito è stato sperimentato dalla Janssen Pharmaceutica come un farmaco palliativo nella cura della malattia di Alzheimer.
Negli Stati Uniti viene venduto come un supplemento dietetico per la memoria e per indurre sogni vividi.

## Farmacologia
La Galantamina, nella sua forma pura, è una polvere bianca. La galantamina agisce come un inibitore della acetilcolinesterasi di tipo competitivo e reversibile. Riduce l'azione della AChE, e dunque tende a incrementare la concentrazione di acetilcolina nel cervello. Si ipotizza che questa azione possa mitigare alcuni dei sintomi della malattia di Alzheimer.
La risoluzione della struttura atomica tri-dimensionale del complesso formato dalla galantamina e dalla sua molecola bersaglio, l'acetilcolinesterasi, venne determinata dalla diffrazione dei raggi X nel 1999 (PDB code: 1DX6; vedere complex)..
Non esiste evidenza che la galantamina alteri il corso della progressione anatomo- e fisiopatologica del sottostante processo di demenza.
La Galantamina ha anche mostrato una certa potenzialità nel modulare i recettori colinergici nicotinici presente nei neuroni colinergici, così da incrementare il rilascio dell'acetilcolina.

## Farmacocinetica
L'assorbimento della galantamina è rapido e completo, e mostra una farmacocinetica lineare. È ben assorbito, con una bio-disponibilità orale assoluta tra l'80% ed il 100%. L'emivita è di sette ore. L'effetto massimo nell'inibizione acetil-colinesterasica si è verificato dopo circa un'ora dall'assunzione di una dose orale da 8 mg in alcuni volontari sani.
Il legame alle proteine plasmatiche è di circa il 18%, dato relativamente basso.

## Metabolismo
Circa il 75% della dose di galantamina viene metabolizzata nel fegato. Studi in vitro hanno dimostrato che gli enzimi epatici CYP2D6 e CYP3A4 sono coinvolti nel metabolismo della galantamina.
Per la Razadyne ER (la formulazione a unica somministrazione giornaliera), le persone con la variante enzimatica CYP2D6 (risultando metabolizzatori lenti per la Galantamina) avevano esposizioni al farmaco che erano circa il 50% maggiori a quelli dei metabolizzatori estensivi. Circa il 7% della popolazione ha questa mutazione genetica, ma dato che normalmente la droga viene somministrata a dosi crescenti fino a raggiungere il limite massimo tollerabile, non si rende necessario un aggiustamento specifico della dose in questa popolazione.

## Utilizzo clinico

### Indicazioni
La galantamina è indicata per il trattamento della demenza sia di tipo Alzheimer che vascolare, nei suoi gradi da lieve a moderata.

### Forme farmaceutiche disponibili
Il prodotto viene somministrato come compresse da prendere due volte al giorno, in capsule a rilascio prolungato da prendere una volta al giorno, e soluzione liquida da bere. Le compresse sono prodotte nelle dosi di 4 mg, 8 mg, e 12 mg. Le capsule sono disponibili nelle dosi da 8 mg, 16 mg, e 24 mg.

### Effetti avversi
Nei test clinici, il profilo degli effetti collaterali della galantamina era molto simile a quello di altri inibitori della colinesterasi, essendo i sintomi gastrointestinali i più significativi e i più comunemente osservati. In pratica, altri inibitori della colinesterasi potrebbero essere tollerati meglio; comunque, un attento e graduale aggiustamento della dose ottimale lungo un periodo di tre mesi potrebbe portare a una tollerabilità a lungo termine equivalente.

## Altri utilizzi

### Supplemento per provocare il "sogno lucido" e la sensazione di "esperienza extracorporea"
Alcune persone dedite alla pratica del sogno lucido (LD) oppure delle esperienze extracorporee (OBE) assumono la galantamina per aumentare le loro chance di giungere al sogno lucido o alla OBE.
Prendendo piccole dosi di galantamina (circa 4 a 8 mg) dopo cinque o sei ore di sonno profondo e pratiche di tecniche di auto-induzione come la meditazione, la MILD o la WILD molte persone riferiscono un maggiore esito nell'induzione di visioni con la galantamina.
Esistono segnalazioni e rapporti che riferiscono che l'assunzione di galantamina senza una adeguata tecnica di induzione non condurrà all'esperienza del sogno lucido (LD) ne alle "esperienze extra-corporee"  (OBE) ma che invece provocherà soltanto un sogno molto vivido.
Da mettere in risalto è il fatto che a causa della lunga farmacologica dovrebbe mettersi in evidenza che la Galantamina rimane nell'organismo per un periodo che arriva alle 48 ore, dunque si consiglia di seguire un intervallo libero minimo di tre giorni nelle assunzioni di Galantamina, in modo che l'organismo non diventi refrattario alla droga creando una resistenza che rovina la sua efficacia.
La galantamina assunta assieme al bitartrato di colina o Alpha-GPC può incrementare fortemente la possibilità che si rimanga lucidi nel sogno e che aumenti il consolidamento delle memorie ricevute nel sogno.
Alcune persone riferiscono che combinando la galantamina con altri farmaci nootropi può portare a un aumento del grado di lucidità, ma questo fatto è ancora controverso dato che alcune miscele sembrano essere più efficaci in alcuni soggetti, fallendo completamente in altri.

### Nootropo
Assieme ad altri colinergici e inibitori dell'acetilcolinesterasi come la Huperzina A, la galantamine è stata utilizzata come farmaco nootropico o "miglioratore del cervello" per aumentare la memoria negli adulti con lesioni cerebrali.

## Avvertenze
La Food and Drug Administration statunitense e le autorità internazionali sanitarie hanno pubblicato un comunicato di allerta basato sui dati da due studi eseguiti durante il trattamento con galantamina del mild cognitive impairment (deterioramento cognitivo lieve) (in inglese: MCI), in cui si mostravano tassi di mortalità superiori nei pazienti trattati col farmaco Galantamina. Il 27 aprile del 2006, la FDA approvò un cambio nella etichettatura del farmaco concernente tutte le forme di preparazioni di galantamina (liquida, capsule e compresse standard, e capsule a rilascio protratto) avvertendo del rischio di bradicardia (e qualche volta di blocco atrioventricolare, specialmente in persone predisposte). Allo stesso tempo, il rischio di sincope sembra essere aumentato rispetto al placebo. Questi effetti collaterali non sono stati riferiti da nessun altro studio, eccetto che nel "mild cognitive impairment".

## Sintesi totale
La Galantamina viene prodotta da fonti naturali (Galanthus nivalis), ma esiste anche un processo di sintesi totale brevettata. Esistono molti altri metodi sintetici, ma non sono stati implementati su scala industriale.